# Thomas Jenkins
Pour les articles homonymes, voir Jenkins.
Thomas Jenkins, né le 21 décembre 1722 à Sidbury, dans le Devon en Angleterre et mort le 15 mai 1798 à Yarmouth, dans l'île de Wight, est un antiquaire (au sens ancien d'amateur et collectionneur d'antiquités), peintre et marchand d'art britannique, établi à Rome. Cicerone et parfois banquier pour les Britanniques visitant l'Italie et sa capitale, il a fait commerce d'antiquités et de sculptures romaines pour cette clientèle, et était un intermédiaire pour ceux qui souhaitaient un portrait ou un buste en souvenir du Grand Tour.

## Biographie
Thomas Jenkins étudie la peinture en Grande-Bretagne auprès de peintre portraitiste Thomas Hudson. En 1750, il part en Italie avec le peintre paysagiste Richard Wilson ; ils séjournent à Venise en 1750-1751, visitent Bologne et Florence. Jenkins s'établit à Rome à partir de 1753.
Il côtoie le peintre Gavin Hamilton, et comme ce dernier et plusieurs autres artistes à Rome à cette époque, il devient également guide et marchand d'art pour les voyageurs britanniques, et sera l'un des meilleurs connaisseur et marchand d'antiquités romaines .
Jenkins vit dans un appartement d'un palais de la via del Corso, casa Celli, au cœur de Rome, dans le secteur le plus fréquenté par les étrangers, entre la Piazza di Spagna, avec son Caffè Inglese, et la Piazza del Popolo. Jenkins est un intermédiaire entre les propriétaires italiens d'oeuvres antiques, les artistes, les restaurateurs, d'une part, les aristocrates et artistes européens lors de leur Grand Tour, d'autre part ; il est particulièrement lié au cardinal Alessandro Albani qui deviendra le pape Pie VI, à l'archéologue allemand Johann Joachim Winckelmann, au peintre Anton Raphael Mengs ; c'est un mentor de la peintre Angelika Kauffmann qui fait son portrait. Jenkins a aussi habité à Castel Gandolfo dans une villa où il conservait une collection d'antiquités, principalement des camées et des statues. Sa collection fait l'objet d'un catalogue par Ennio Quirino Visconti en 1787 : Catalogo di monumenti scritti del museo del signor Tommaso Jenkins ; la description d'un vase antique représentant les noces de Paris et Hélène est publiée en 1775 par Orazio Orlandi : Le Nozze di Paride ed Elena rappresentate in un vaso antico del Museo del Signor Tommaso Jenkins Gentiluomo Inglese.
Parmi les antiquités qui sont passées par Jenkins (parfois améliorées par des restaurateurs comme Bartolomeo Cavaceppi) figure une copie romaine en marbre de la statue du Discobole, découverte en 1790 dans la Villa d'Hadrien à Tivoli. Jenkins l'achète en 1792 et la vend au collectionneur anglais Charles Townley (la statue est conservée au British Museum à Londres). Jenkins a également contribué à former les collections de William Petty (plus tard Lord Shelburne et Lord Lansdowne), de Henry Blundell (lors de son Grand Tour en 1765-66), ainsi que celles du Ince Blundell Hall dans le Lancashire. Il a également participé aux tractations autour de la "Vénus Barberini" et des collections de Lyde Browne dont la plus grande partie a été achetée par l'Impératrice Catherine II, aujourd'hui conservée à l'Ermitage).
En 1770, une dispense du pape Clément XIV autorise Jenkins et Gavin Hamilton à gérer la vente de la collection d'antiques de la famille Mattei, l'une des collections privées de Rome les plus connues. Clément XIV avait fait une première sélection pour le musée Pio-Clementino du Vatican avant d'autoriser l'exportation, Jenkins et Hamilton étant les agents de Giuseppe Mattei. Quand les trois volumes des Monumenta Mattheiana sont publiés en 1776-1779, la plupart des marbres de la collection Mattei ont quitté l'Italie, certains achetés directement par Jenkins.
Jenkins s'est également occupé de sculpture modernes ; en 1786, il achète Neptune et Glaucus, un groupe sculpté par Gian Lorenzo Bernini pour les jardins de la Villa Montalto. C'est la seule sculpture du Bernin en Grande-Bretagne (conservée au Victoria and Albert Museum).
Jenkins a également vendu des peintures en Angleterre, comme au début des années 1760 un tableau peint par Nathianel Dance, un portrait de groupe représentant James Grant of Grant, John Mytton, Thomas Robinson et Thomas Wynne, qui est aujourd'hui conservé à Cullen dans la collection du comte de Seafield.
Jenkins est étroitement lié avec Giovanni Battista Piranesi, qui lui dédie le frontispice de son Raccolta di alcuni disegni del Guercino publié en 1764  ; tous les deux sont élus membre honoraire de la London Society of Antiquaries en 1757 ; en janvier 1761, ils sont élus membres de l'Accademia di San Luca (Jenkins ne fournira l'autoportrait portrait officiel requis par l'Accademia qu'en 1791 et il sera réalisé par Anton Maron) . Jenkins entretient une correspondance abondante avec la Société des Antiquaires, et envoie régulièrement ses dessins d'antiquités récemment découvertes .
Jenkins a également une activité d'espion officieux pour le gouvernement britannique, en surveillant les allées et venues des voyageurs britanniques qui manifestent des sympathies Jacobite pour le prétendant Stuart, James Francis Edward Stuart ; sa réputation en est entachée, en particulier auprès des voyageurs écossais. 
En 1792, Jenkins achète le manoir de Sidmouth sur la côte sud-ouest de l’Angleterre dans le comté de Devon ; la ville était en train de devenir une station balnéaire. À sa mort, le manoir sera transmis à son petit-neveu, qui porte également le nom de Thomas Jenkins.
Thomas Jenkins quitte Rome peu avant l'occupation de la ville par les troupes françaises ; une partie de ses collections sont confisquées par l'occupant ; il meurt en Angleterre au début de l'année 1798 ; son testament, établi à Rome en décembre 1797 sans conseil juridique, a été une source de conflits juridiques au XIXe siècle,,.

## Œuvres
- Sir William Morice of Werrington, portrait (attribué), Exeter, Royal Albert Memorial Museum[14].